# 稲富菜穂
稲富 菜穂（いなとみ なほ、1990年12月16日 - ）は、日本のタレント。
大阪府出身。フロンティアコーポレーション所属。

## 来歴・人物
2007年、学研『BOMB』から生まれた「Bibus Music Club」の1期生に選ばれ、同年10月24日にこのグループの一員として「ひとりじめ☆Teacher」でCDデビュー。2008年2月27日、同じくユニット「黄色い☆ハニービー」の一員として「Bibusアイラブユー/抱いてやるわ」をリリース（どちらも発売はSME）。芸能人女子フットサルチーム「TEAM WESTWIND」への参加もあった。
2008年5月にSweet Kiss Promotionのテクノポップ系アイドルユニット「コスメティックロボット」のメンバーとなる。グループとしてはインディーズ・レーベルからシングル盤4曲をリリースしているが、主にライブハウスでのパフォーマンス中心の活動を展開していた。
2010年8月15日にユニットを解散。タレントとしてテレビ・ラジオに出演する傍ら、高校時代に大手予備校の河合塾のポスターに登場するなどモデル活動も積極的に行っている。
2012年、グリーンチャンネルの『中央競馬中継』の合間に放送される「JRAターフトピックス」コーナーのナビゲーターを務めているのを始め、大阪電気通信大学制作ドラマ『恋するユーレイ』に出演するなど多岐多様な活動を展開している。『おはようコールABC』では、忍者のコスプレなどを披露している。
自他共に認める競馬好きであり、京都馬主協会の公式サイトでコラム（「174（稲穂）便り!」）を掲載していたり、2015年6月より大阪スポーツ紙上でも予想コラムを書くなどしているが、2015年10月より東京スポーツ紙上でGI競走の開催週に『稲富菜穂のだいじょばない』と題するコラムを期間限定企画で連載を開始した。

## 現在の出演番組
- 『夢追人〜農に生きる』（KBS京都） リポーター
- 『あぐり京都』（KBS京都 2020年10月 - ） リポーター
- 『アサスマ!』（サンテレビ） 「アサスマ探検隊」コーナー
- 『ほっとネット☆ベイコム』（ベイ・コミュニケーションズ 2011年4月 - ） 不定期出演
- 『LIVEニュース りんくう』（J:COM 2022年5月 - ） リポーター
- 『ザワつく!金曜日』（テレビ朝日） 不定期リポーター
- 『川崎競馬スパーキングトークLIVE』（川崎競馬場公式YouTubeチャンネル 2021年 - 、原則、開催2日目または4日目）
- 『てっちゃんのSAGAリベンジャーズ』（佐賀競馬場公式YouTubeチャンネル 2021年 - ） 不定期出演

## 過去の出演番組
- 『恋するユーレイ』（大阪電気通信大学ドラマチャンネル、サンテレビ） ヒロインの妹役
- 『春の高校バレー』（関西テレビ） 応援団ユニット チャンス
- 『バリサン』（関西テレビ） レポーター（2008年4月 - 9月）
- 『おでかけ』（MBSテレビ、2009年1月 - 3月）
- 『Ｎews!371〜アイドル』（2009年4月 - 2010年3月） 司会
- 『ねっとわーくPLUS』（ベイコム、2009年10月 - 2011年3月） メインコーナー準レギュラー、「なっ!ちゃんとしゃべろ。」コーナーレギュラー
- 『2013 ドバイワールドカップデー中継』（グリーンチャンネル、2013年3月30日深夜） スタジオナビゲーター
- 高見こころの危険な妹（たち）（2007年4月2日 - 2008年10月1日、FM OSAKA） レギュラー
- 『呪報』（関西テレビ） 第1話
- 『おはようコールABC』（朝日放送、2011年4月4日 - 2014年9月25日） 「That's New」リポーター
- 『JRAターフトピックス』（グリーンチャンネル、2012年1月 - 2013年12月）
- ドバイワールドカップデー中継（グリーンチャンネル、2013年3月）
- 競馬列伝〜ターフの想い出バトル!!（グリーンチャンネル、2014年4月 - 6月）
- 『おはよう朝日です』（朝日放送 2014年11月 - 2024年3月[3]） リポーター
- 競馬展望プラス・関西編（KBS京都、2015年1月2日 - 2019年3月29日） 進行アシスタント
- 『ジモスポ 南大阪』（J:COM、2016年10月 - 2019年12月） 代走みつくにと共に進行
- NHK土曜ドラマ『六畳間のピアノマン』（2021年2月）
- 『つながるNEWS』（J:COM、2020年10月 - 2022年4月） アシスタント
- 『ココらぼR』（J:COM、2020年4月 - 2022年5月） span!・山口実香に次いでわんだーらんどと共に加入
- 『うまDOKI』（KBS京都 2022年5月7日 - 2023年3月25日） MC[4]

## 舞台
- 東京俳優市場 2009冬第1話『欲の熊鷹、股裂くる』（2009年11月30日 - 12月5日、南青山MANDALA）愛美役
- メモリーズ5（2010年6月2日 - 6日、シアターサンモール）[5]
- 「QUOVADIS」（2012年、ABCホール）
- 「大奥2」（2014年、淀屋橋朝日生命ホール）

## 新聞媒体
- 東京スポーツ・コラム『稲富菜穂のだいじょばない』（2015年10月 - ）